# (38378) 1999 RK175
1999 RK175 (asteroide 38378) é um asteroide da cintura principal. Possui uma excentricidade de 0.17877710 e uma inclinação de 1.46755º.
Este asteroide foi descoberto no dia 9 de setembro de 1999 por LINEAR em Socorro.